# Aktiebolag i Sverige

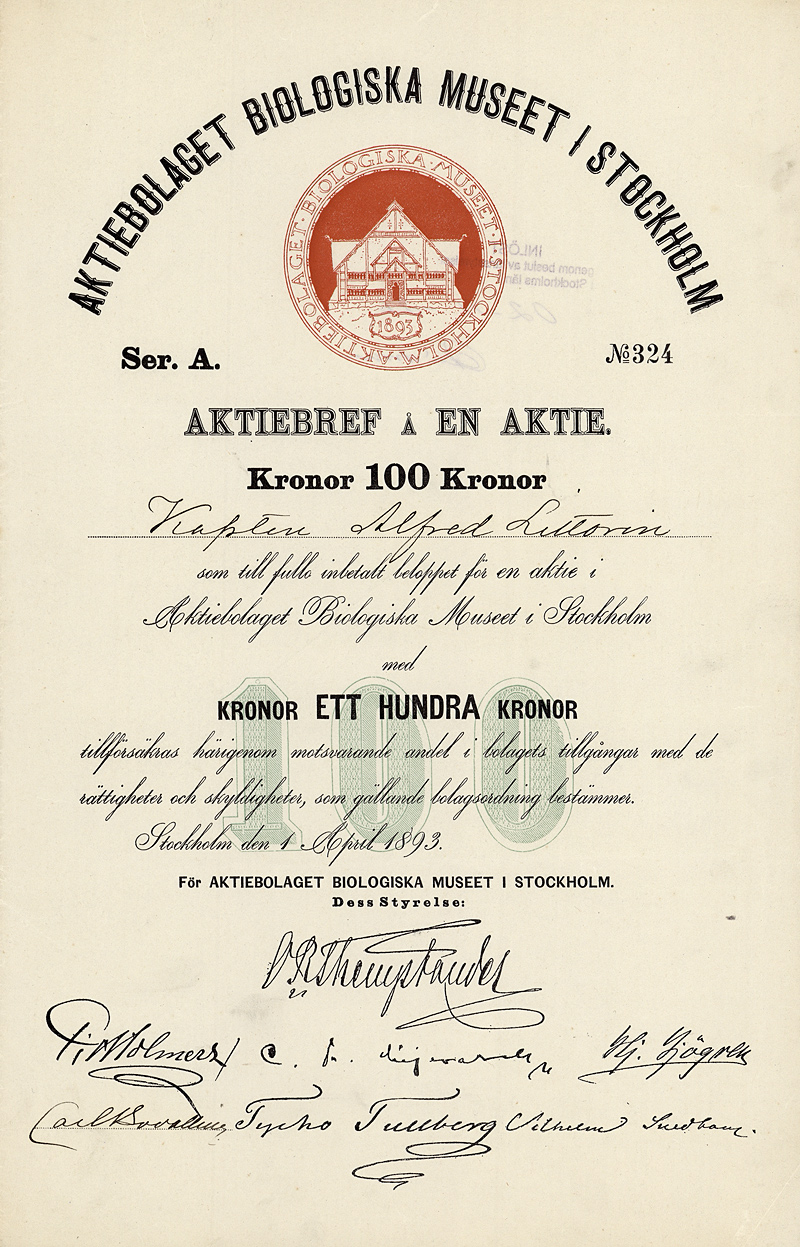
Aktiebrev för AB Biologiska Museet 100 kr från 1893.

Aktiebolag i Sverige (förkortas AB) är en ursprungligen engelsk bolagsform som utmärks av att samtliga ägare saknar personligt ansvar för företagets förbindelser, att antalet delägare är obegränsat samt att det kan krävas ett signifikant insatskapital, så kallat aktiekapital.
I Sverige regleras aktiebolag i aktiebolagslagen (2005:551), som ersatte 1975 års lag.

## Historik
De första diskussionerna om att använda aktiebolagsformen i Sverige inleddes under liberaliseringsreformerna åren 1848-1864, och ledde till att Riksdagen 1847–1848 den 6 oktober 1848 antog Sveriges första aktiebolagslag. Bolagsformen drevs fram som en effekt av industrialiseringen av Sverige. De viktigaste elementen var att aktieägarna inte hade något personligt ansvar för bolagets verksamhet, och att bolagen ålades att hålla en årlig bolagsstämma där verksamhet och ekonomi redovisades.
Denna lag, som var influerad av fransk rätt, bestod av endast 15 paragrafer som framför allt reglerade formerna för bolagets bildande, stadfästande och upplösning. Lagen föreskrev att bolagsordningen måste stadfästas av Konungen för att aktieägarna skulle njuta frihet från personligt ansvar. Eftersom lagen inte innehöll något direkt förbud att bilda aktiebolag utan stadfästelse, bildades efter lagens tillkomst ganska många osanktionerade aktiebolag. I vad mån och under vilka förutsättningar som aktieägarna i sådana aktiebolag svarade för bolagets förpliktelser var dock oklart.
Under 1850-talet skapades 78 aktiebolag i Sverige (nästan samtliga industriföretag), och under 1860-talet ytterligare 347 bolag. Handel med aktier i bolagen påbörjades på 1850-talet i Stockholm, Göteborg och Norrköping, men den första riktiga aktieauktionen (handel till sälj- och köpkurser) hölls först den 4 februari 1863 på Stockholmsbörsen.
1848 års lag gällde i knappt 50 år och ersattes av lag om aktiebolag den 28 juni 1895. Denna lag var mer påverkad av tysk rätt än fransk och innebar en övergång till ett klart normativsystem. I lagen upptogs ett antal regler om hur bolag skulle bildas och vad bolagsordningen skulle innehålla. Vidare innehöll lagen bland annat föreskrifter om inbetalning, ökning och nedsättning av aktiekapitalet, om reservfond, vinstutdelning, bolagsstämma, styrelse och firmateckning.
1895 års lag kom att få en mycket kort giltighetstid. Omkring det förra sekelskiftet framställdes från olika håll, däribland i riksdagsmotioner och riksdagsskrivelser, önskemål om ändringar i lagen, bland annat i syfte att ge allmänheten bättre skydd mot osunda bolagsföretag, att förskaffa aktieägarna större trygghet mot att styrelsen missbrukade sin ställning och att åstadkomma skydd för minoriteten i aktiebolag mot förtryck från majoritetens sida. Med anledning därav tillsattes redan 1905 en kommitté med uppdrag bland annat att utarbeta förslag till ny aktiebolagslag. Kommittén avgav sitt förslag år 1908 och på grundval av detta tillkom 1910 års aktiebolagslag. Lagen är i stora delar märkbart påverkad av tysk rätt. Den betydelse som den tyska rätten hade under förarbetena till 1910 års lag framgår också av att den tyska rätten fått det ojämförligt största utrymmet i den redogörelse för utländsk lagstiftning som bilagts utredningsförslaget.

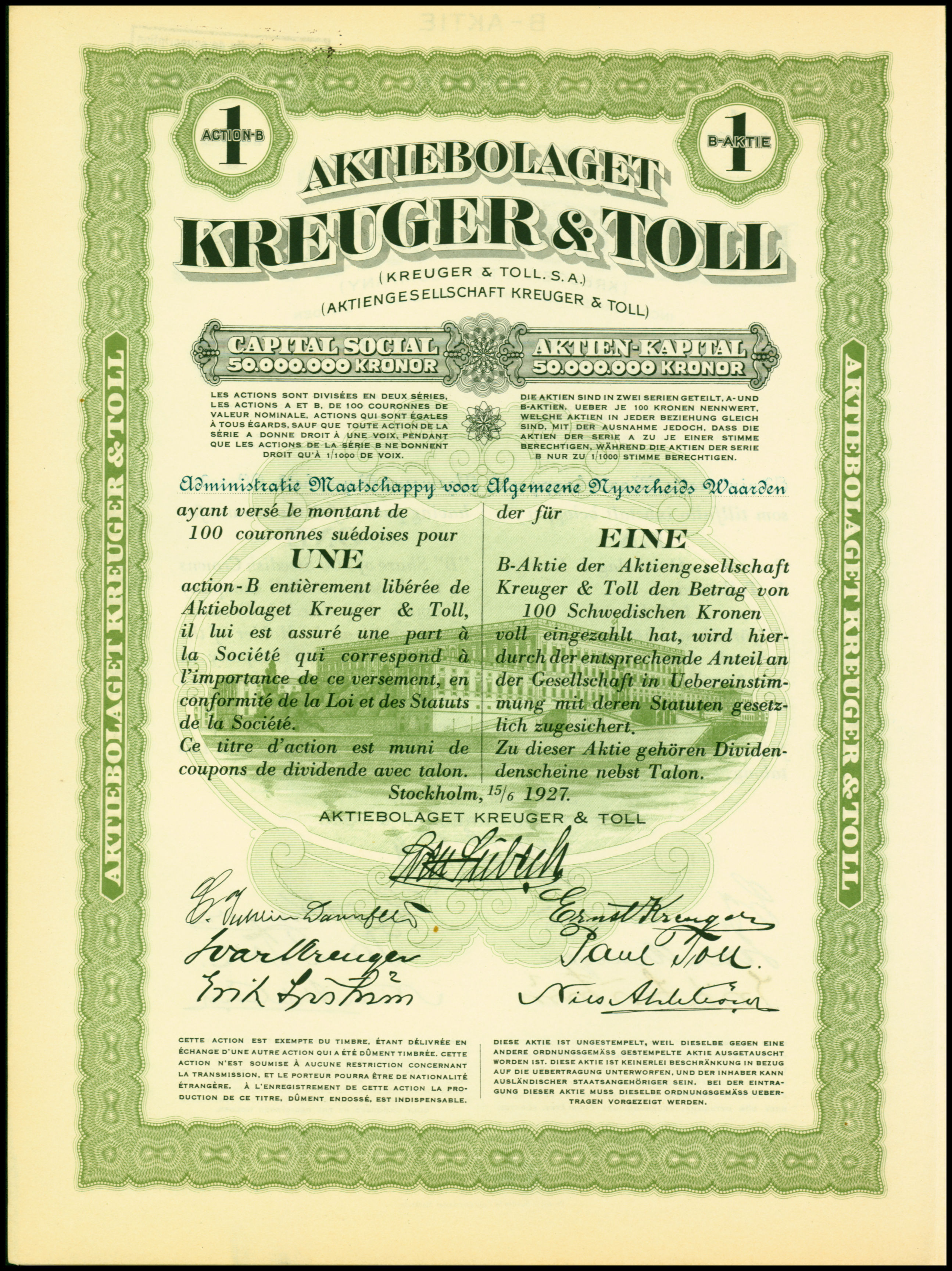
Aktiebrev för 50 000 kr B-aktie i AB Kreuger & Toll från 1927.

I samband med den så kallade Kreugerkraschen, då Kreuger-koncernen bröt samman och det svenska moderbolaget Kreuger & Toll AB gick i konkurs 1932, blottades en rad brister i aktiebolagslagen. Under förarbetena  till en ny aktiebolagslag att ersätta ABL 1910, spelade erfarenheterna från Kreugerkraschen en stor roll. Utredningsarbetet bedrevs i samråd med representanter för Danmark, Finland och Norge men när finska vinterkriget och andra världskriget avbröt samarbetet fortsatte Sverige på egen hand. Den svenska lagberedningen lade fram sitt förslag 1941 och den 1 januari 1948 trädde en ny aktiebolagslag av den 14 september 1944 i kraft. Lagen innebar en kraftig skärpning bland annat av reglerna om formerna för bolagsbildningen och om publicitet avseende bolaget och de kapitalinsatser som skall göras. Beträffande bolagsorganen reglerades för första gången verkställande direktören, med en kompetens- och ansvarsfördelning mellan denne och styrelsen. Karakteristiskt för denna lag är dess stora omfattning och detaljrikedom.
Nästa aktiebolagslag, 1975 års lag, tillkom efter ett omfattande samnordiskt utredningsarbete, bland annat i syfte att främja näringslivet i Norden, fördjupa den nordiska rättsgemenskapen och underlätta möjligheten att vid en eventuell internationell harmonisering av aktiebolagsrätten hävda nordiska synpunkter och intressen. Den svenska aktiebolagsutredningens arbete utmynnade i ett lagförslag, SOU 1971:15, som till mycket stora delar var lika förslagen i övriga nordiska länder, såväl till innehåll som till form. Utöver syftet att harmonisera den nordiska aktiebolagsrätten, präglades utredningens förslag av vissa andra riktlinjer. Bland dessa ingick att förenkla och skära ner lagens formalitets- och publicitetsregler. Vad beträffar maktbalansen mellan bolagsstämma och bolagsledningen förstärktes i vissa delar bolagsledningens ställning, bland annat infördes bestämmelser att vinstutdelning och kapitalåterbäring vid nedsättning av aktiekapitalet inte får ske med större belopp än styrelsen medger.
Som anges inledningsvis ersattes 1975 års lag den 1 januari 2006 av 2005 års lag, aktiebolagslagen (2005:551). Den anpassades till regler inom Europeiska unionen.

### Värdepapperscentralen bildas

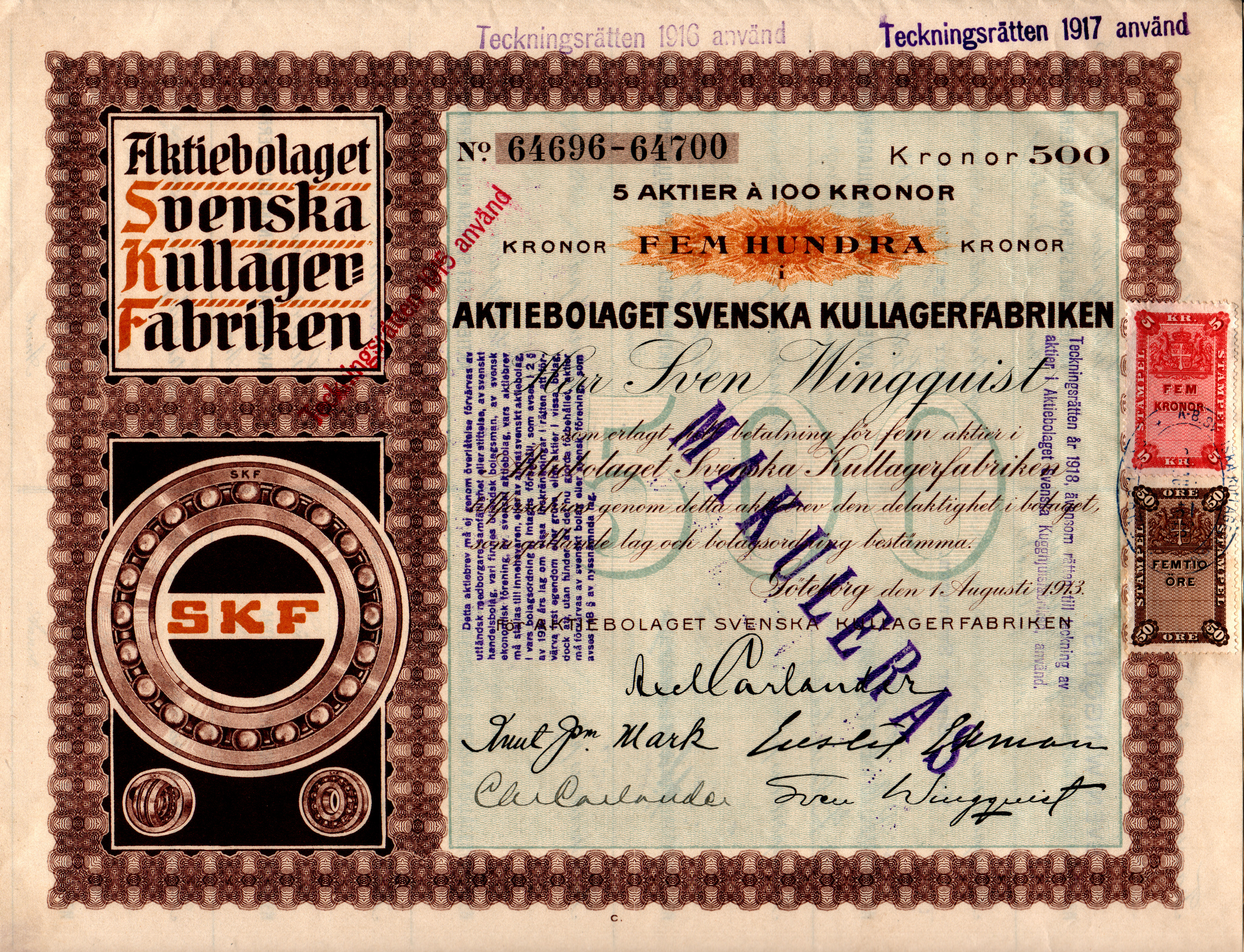
Detta aktiebrev för Svenska Kullagerfabriken utfärdat den 1 augusti 1913 visar hur aktiebreven utfärdades till en viss person med ett visst antal aktier till ett visst belopp. Det bär spår av den byråkrati som breven medförde: brevet har stämplar för teckningsrätter 1915, 1916, 1917 och 1918. En stämpelskatt för brevet har betalats med fem kronor och femtio öre i form av speciella stämpelmärken och stämplats, till sist har brevet makulerats och ersatts av ett nytt som utställdes år 1918.

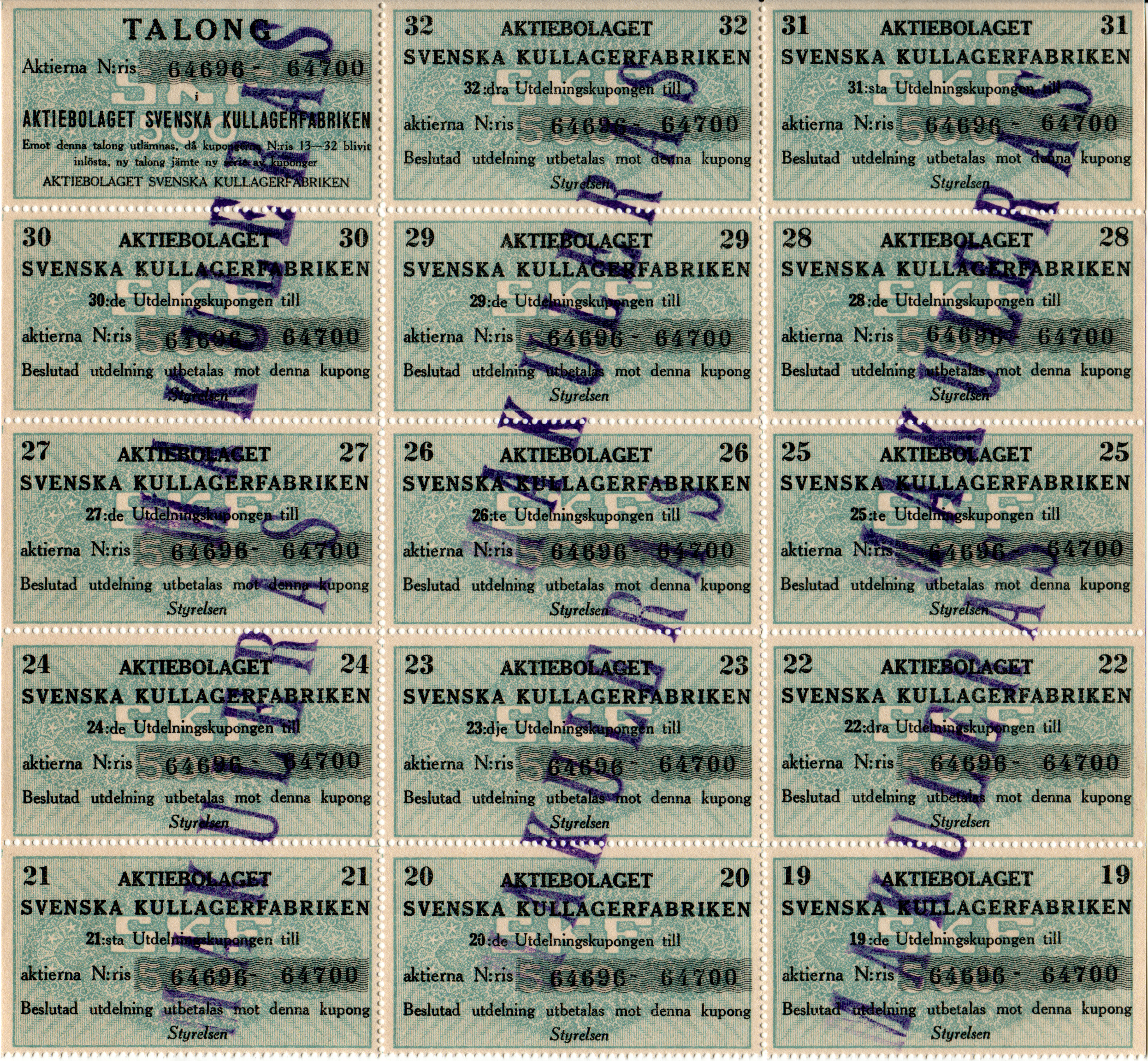
Kuponger för kupongränta i SKF utfärdade 1 augusti 1913. Kupongerna har makulerats då aktiebrevet löpt ut.

Fram till 1970-talet var aktieböckerna en lista med aktier i nummerordning som underhölls av aktiebolagen själva. Vissa av dessa var så kallade namnaktier som hade en viss persons namn knutet till sig, och en namngiven innehavare  i aktieboken, men lagen tillät även anonyma innehavare som bara ägde ett aktiebrev: det värdepapper som aktieinnehavaren erhöll som bevis för sitt aktieinnehav. Om aktiebrevets ägare fick ont om pengar kunde denne sälja brevet, även utanför börsen, och brev kunde ibland komma på avvägar och förstöras och försvinna så att de måste efterlysas. För att en ägare skulle ha rösträtt på bolagsstämman var denne enligt 1910 års lag tvungen att vara införd i aktieboken med namn. Aktieutdelning skedde genom kupongränta: inlösen av en kupong som medföljde det fysiska aktiebrevet i pappersform när bolaget beslutade om utdelning (vanligen en gång per år), och på så vis kunde även anonyma innehavare få aktieutdelning.
När aktiebrev såldes måste säljaren fram till år 1979 betala stämpelskatt. Skatten var på 0,3% av försäljningspriset, och betalades med hjälp av speciella stämpelmärken som fästes på aktiebrevet och stämplades som kvitto på att skatten var betald.
I SOU 1968:59 med titeln Förenklad aktiehantering konstaterade Finansdepartementet att kostnaden för hantering av aktiebrev i pappersform och kuponger för kupongränta verkade stiga. Man förordade därför efter diskussioner med Svenska Bankföreningen att införa en datoriserad central aktiebok sorterad efter aktieägarnas namn istället för som tidigare efter aktiernas serienummer. Man föreslog att inrätta en nationell värdepapperscentral under insyn av Bankinspektionen med uppdrag att föra denna aktiebok, utfärda aktiebrev och emissionsbevis, samt att administrera akiteutdelningar. Som en följd av detta inrättades värdepapperscentralen år 1973 och påbörjade en dematerialisering av de fysiska aktiebreven efter vissa övergångsregler.
Värdepapperscentralen bytte namn till förkortningen VPC och uppgick år 2008 i koncernen Euroclear Group och blev Euroclear Sweden.
Sedan 1990 är de flesta aktier digitaliserade och omvandlade till registreringsposter i Euroclears aktiebok. Euroclear har Finansinspektionens uppdrag att föra register över vilka personer som äger aktier i vilka företag. Den som vill äga aktier skaffar sig antingen ett värdepapperkonto (VP-konto) eller en värdepappersdepå i en bank, då banken i sin tur registrerar innehavet hos Euroclear. Euroclear ser sedan till att ägaren får kallelse till bolagsstämma, utdelning på sina aktier, nya aktier vid split, samt överlämnar innehavarens aktier vid tvångsinlösen, till exempel då ett bolag helt köps upp av ett annat. Bolag som använder Euroclear (eller en annan extern aktiebok) kallas för avstämningsbolag.
Mindre, icke börsnoterade aktiebolag är dock ej skyldiga att anlita Euroclear utan kan välja att uppfylla aktiebolagslagens regler genom att notera sina ägares innehav i en egen aktiebok. Dessa kallas för kupongbolag efter den tidigare bolagsordningen med kupongränta. Dessa bolag kan även utställa aktiebrev men detta är inte nödvändigt om innehavaren inte uttryckligen ber om det. Aktiebrev är dock ännu värdehandlingar, och om de förkommer måste innehavaren annonsera efter brevet i Post- och Inrikes Tidningar innan ett nytt brev kan utställas och aktierna tillgodoräknas.

## Aktiebolag som organisationsform
Ett aktiebolag kännetecknas av att ägarna har ett begränsat ansvar för bolagets verksamhet. En aktieägare riskerar i princip bara sitt inbetalda kapital och är i övrigt skyddad. Detta skall dock inte förväxlas med styrelseledamöter och VD som däremot har ett långtgående ansvar för bolagets verksamhet. Såväl civilrättsligt gentemot bolaget och (under vissa ytterligare förutsättningar) gentemot aktieägare och andra tredje män, som straffrättsligt om de skulle begå brott i bolaget. Aktieägarna röstar varje år på bolagsstämman i frågan om styrelsen skall beviljas ansvarsfrihet för det gångna året.
Ett aktiebolag kan i avseendet organisationsform vara lite svårt att avgränsa då både interna och externa tillgångar tas med i balansräkningen. Med interna tillgångar avses i den här bemärkelsen tillgångar som anförskaffats för eget bruk, eller producerats för och av eget bruk - exempelvis produktionsfaktorer, naturresurser och anställda, alltså tillgångar som kan klassas som in-house. Externa tillgångar avser de tillgångar som har anförskaffats av aktiebolaget, men som inte kan klassas som in-house - exempelvis uppköp av (externa) konsulttjänster, bemanningspersonal, införskaffade licenser och immaterialrätter, entreprenadkontrakt, utkontraktering, rådgivning och andra externa insatser som verkar på bolaget och således tillhör bolaget.

## Aktiekapital
Svenska privata aktiebolag har krav på ett lägsta aktiekapital om 25 000 kronor (från och med 1 januari 2020). Det är den minsta insats aktieägarna måste göra för att bilda ett aktiebolag. För ett publikt aktiebolag är det lägsta aktiekapitalet 500 000 kronor. Det finns ingen övre gräns och ett aktiebolag kan alltså ha hur stort aktiekapital som helst.
1848 års aktiebolag förutsatte att det fanns ett aktiekapital men ställde inga krav på aktiekapitalets storlek. I 1895 års aktiebolagslag fastställdes att aktiekapitalet skulle vara minst 5 000 kr. Trots olika förslag på höjning dröjde det till 1973 innan gränsen blev 50 000 kr. Äldre aktiebolag behövde dock inte höja sitt aktiekapital till denna nivå förrän senast 1981.
Aktiebolagsformen ger en garanti gentemot omvärlden att det finns ett aktiekapital i botten som ger bolaget finansiell stadga. Aktiekapitalet utgör bundet eget kapital och det är strängt reglerat hur detta kapital får användas. Om det egna kapitalet understiger hälften av bolagets registrerade aktiekapital måste en så kallad kontrollbalansräkning upprättas. Om den visar att minst halva aktiekapitalet verkligen är förbrukat måste styrelsen kalla till extra bolagsstämma så att ägarna kan besluta om bolaget skall försöka återställa aktiekapitalet eller om bolaget skall likvideras. Annars kan styrelseledamöterna bli personligt ansvariga för de skulder bolaget drar på sig.

## Privata och publika aktiebolag
I Sverige skiljer man på privata och publika aktiebolag. Endast publika aktiebolag får sprida sina aktier till allmänheten, notera aktier på en svensk eller utländsk aktiebörs eller någon annan organiserad marknadsplats. Publika aktiebolag måste ha minst 500 000 kronor i aktiekapital samt beteckningen (publ.) efter firmanamnet. Det finns även skarpare krav vad gäller tillsättning av styrelseledamöter, styrelsens och VD:s informationsplikt gentemot aktieägare med mera. I ett publikt AB får styrelsens ordförande och VD inte vara samma person. När uppdelning skedde mellan publika och privata bolag den 1 januari 1995 bestämdes att nybildade privata bolag skulle ha ett aktiekapital på minst 100 000 kr och efter förlängning att befintliga bolag skulle höja sitt aktiekapital till 100 000 kr senast den 31 december 1997. Från och med 1 april 2010 sänktes kravet på aktiekapital från 100 000 kr till 50 000, från 1 januari 2020 till 25 000. Det är den minsta insats de blivande aktieägarna måste samla för att bilda ett bolag.
Att aktiekapitalet överstiger 500 000 kr innebär inte att bolaget är publikt. Ett privat bolag kan ha mycket större aktiekapital än så.
Ett privat aktiebolag får inte sprida aktier, teckningsrätter, skuldebrev eller teckningsoptioner genom annonsering. Det är inte heller möjligt att på annat sätt erbjuda fler än 200 personer rätt att teckna aktier eller värdepapper. Ett privat aktiebolag måste ha ett aktiekapital på minst 25 000 kronor. Privata aktiebolag får inte ha ordet ”publikt” i namnet.
Privata aktiebolag ska skicka ut en kallelse till ordinarie årsstämma tidigast sex veckor före stämman men inte senare än fyra veckor före stämman. Samma kallelsetid gäller för extra bolagsstämma där en ändring av bolagsordningen ska behandlas. I båda fallen får det i bolagsordningen föreskrivas att kallelse kan ske senare än fyra veckor, dock senast två veckor före. Kallelse till extra bolagsstämma där andra frågor än bolagsordningsändring ska behandlas ska utfärdas tidigast sex veckor och senast två veckor före bolagsstämman. 
Privata aktiebolag ska kalla till bolagsstämma på det sätt som står i bolagsordningen. I vissa fall ska kallelse också skickas med post till aktieägarna. Läs mer om detta i 7 kap. 23 § aktiebolagslagen (2005:551).
Privata aktiebolag:
- ska ha en styrelse med en eller flera ledamöter. Om styrelsen består av en eller två ledamöter ska det finnas minst en suppleant.
- ska ha en styrelseordförande om styrelsen består av fler än en styrelseledamot
- behöver inte ha en verkställande direktör, men kan ha det om de vill.[19]

## Juridisk person
Ett aktiebolag är en juridisk person och kan därför till exempel ingå avtal, äga tillgångar, ådra sig skulder, ha anställda, bli stämt inför domstol. Bolaget företräds av sin styrelse, av utsedda firmatecknare eller av VD. Även anställda kan genom sin ställning i bolaget företräda det på grund av ställningsfullmakt.

## Skattesubjekt
Ett aktiebolag är ett eget skattesubjekt som är skyldigt att deklarera för sina inkomster och betala skatt på sina vinster.
Det här gör att skiljelinjen mellan ett bolag och dess ägare är mycket tydlig. Till och med i det minsta aktiebolag, där samma person är ägare, styrelseledamot och enda anställd, är man just anställd i sitt aktiebolag precis som vilken annan anställd som helst. Det kan dock finnas begränsningar för den som är anställd i det företag han eller hon äger. I Sverige får exempelvis en ägare inte låna pengar av sitt eget företag.

## Styrning
Ett aktiebolag styrs av tre beslutande organ på olika nivåer, nämligen bolagsstämman, styrelsen och - i förekommande fall - verkställande direktören. Till dessa tre bolagsorgan kommer ett fjärde kontrollerande organ, nämligen revisorerna.

### Bolagsstämma
Bolagsstämman är aktiebolagets högst beslutande organ och utgörs av de aktieägare, som efter kallelse som skett enligt aktiebolagslagen, samlats till bolagsstämma. Årsstämma benämns den ordinarie bolagsstämma som skall hållas en gång per år, då aktieägarna beslutar om de viktigaste frågorna för bolaget. På årsstämma behandlas bland annat fastställelse av årsredovisning för föregående verksamhetsår samt fråga om beviljande av ansvarsfrihet för styrelsen. Andra frågor som behandlas av en årsstämma kan vara val av styrelse och revisor(er), utdelning till aktieägarna samt ändringar i bolagsordningen. Det kan även finnas andra frågor av särskild betydelse för bolaget som beslutas på stämman. Extra bolagsstämma kan hållas när som helst under året om man behöver besluta i frågor som inte kan vänta till nästföljande årsstämma.

### Styrelse
Styrelsen ansvarar för bolagets förvaltning och organisation under räkenskapsåret. En av styrelsens viktigare uppgifter är att utse bolagets VD. Hur styrelsen utses stadgas i bolagsordningen. Styrelsen väljs vanligen av bolagsstämman. Bolagsordningen kan även stadga att styrelsevalet skall beredas av en valberedning, något som blir mer och mer vanligt i större bolag, och föreskrivs i Svensk kod för bolagsstyrning. Valberedningen föreslår bland annat antal styrelseledamöter, namn på ledamöterna och arvode, för beslut på stämman.
Styrelsen skall enligt lag utarbeta en arbetsordning. som beskriver hur styrelsearbetet skall bedrivas och fördelas mellan respektive ledamot och eventuell VD, samt i förekommande fall en instruktion till VD, så kallad VD-instruktion. Styrelsen ansvarar kollektivt för bolagets förvaltning, vilket innebär att varje ledamot måste ta ett stort ansvar för att vara insatt även i frågor som ledamoten inte själv handlägger. I styrelsen har varje ledamot en röst. Om man blir nedröstad i en omröstning kan man reservera sig mot beslutet, vilket innebär att man i protokollet noterar att ledamoten röstade mot beslutet och anför skälen för detta. Detta kan få stor betydelse i ansvarsfrågor, för hur bolagsstämman väljer att rösta när det gäller ansvarsfrihet för styrelsen samt vid eventuell brottsutredning.
Styrelsens ordförande har ett särskilt ansvar för styrelsearbetet, bland annat genom att tillse att alla frågor behandlas och kommer till beslut samt att kalla ledamöterna till styrelsens sammanträden.

### Verkställande direktör (VD)
VD tillsätts av styrelsen och ansvarar för bolagets löpande förvaltning. VD har enligt lag rätt att besluta om löpande förvaltningsåtgärder. I övrigt är det styrelsen som avgör vilken beslutanderätt VD skall ha. Detta beskrivs i bolagets arbetsordning.
VD har ett stort ansvar för bolaget och har därför lagenlig rätt att deltaga på styrelsemöten (förutom vid handläggning av vissa frågor, som rör honom eller henne själv, till exempel lön eller annan ersättning). Han eller hon har även utan att sitta i styrelsen rätt att få avvikande uppfattning noterad till protokollet.
Privata aktiebolag behöver inte utse VD. Publika aktiebolag skall ha en VD, som inte samtidigt kan vara styrelsens ordförande.

### Revisor(er)
Den ordinarie bolagsstämman utser en eller flera revisorer som för ägarnas och statens räkning granskar bolagets räkenskaper och årsredovisning och kontrollerar styrelsens och VD:s förvaltning av bolaget. Revisorn skriver en revisionsberättelse till årsredovisningen och skall där tillstyrka eller avstyrka bolagets resultat- och balansräkningar, samt föreslå om årsstämman kan till- eller avstyrka ansvarsfrihet för styrelsen och verkställande direktören.
Revisorer i aktiebolag är numera skyldiga att rapportera till polis och åklagare om de misstänker ekonomisk brottslighet i bolaget.
I vissa fall skall även revisionsberättelsen insändas till Skatteverket, till exempel om bolaget inte har fullgjort sin skyldigheter vad gäller redovisning och betalning av skatter och avgifter.
Från och med den 1 november 2010 behöver mindre aktiebolag inte ha en revisor. Förutsättningarna är att antalet anställda är maximalt tre eller att balansomslutningen är mindre än 1,5 miljoner kronor eller att nettoomsättningen är lägre än 3 miljoner kronor.  Når företaget upp till minst två av gränsvärdena måste en revisor väljas. Kravet att skicka in årsredovisningen till Bolagsverket finns fortfarande kvar även för bolagen som väljer att inte ha någon revisor.

## Aktier
Den som äger en aktie i ett aktiebolag äger en andel av bolaget. Aktier har därför ett antal egenskaper och nyckeltal kopplade till sig.

### Kvotvärde
Kvoten mellan ett aktiebolags aktiekapital och antalet utestående aktier kallas numera för kvotvärde. Tidigare benämndes kvoten nominellt belopp. I och med den nya Aktiebolagslagen (2005:551), som infördes 2006-01-01, togs begreppet nominellt belopp bort. I bolagsordningen behöver inte heller längre det nominella beloppet anges. Istället skall lägsta och högsta antal aktier anges, samt storleken på aktiekapitalet.

### Aktieslag
Huvudregeln är att alla aktier har lika rätt, men aktier kan emitteras i olika aktieslag. Oftast benämns dessa A- och B-aktier. Det som skiljer olika aktieslag åt är normalt det så kallade röstetalet, det vill säga hur många röster varje aktie berättigar till på bolagsstämman, men det kan också finnas andra skillnader. Preferensaktier kan ge företräde till utdelning.
B-aktier är normalt röstsvagare än A-aktier (men har samma nominella belopp). Ett företag där ägarna behöver ta in nya pengar och sprida ägandet men ändå vill behålla röstmajoriteten kan emittera röstsvagare B-aktier.

### Vinst per aktie
Vinsten i ett bolag kan enkelt divideras med antalet utestående aktier och man får då ett nyckeltal, vinst per aktie, som är lättare för en aktieägare att relatera till än den totala vinsten.

### Utdelning per aktie
Bolagsstämman kan besluta att dela ut en del av vinsten till aktieägarna. När den totala utdelningen är beslutad dividerar man detta belopp med antalet aktier och får en utdelning per aktie. Det är detta belopp som varje aktieägare får i utdelning för var och en av sina aktier.

### P/E-tal
P/E-talet (eng. "price / earnings", det vill säga aktiekurs dividerat med vinst per aktie) ger en kvot som talar om hur många gånger den uppvisade vinsten per aktie som aktien kostar.
Om en aktie har en kurs på 200 kronor och förra årets vinst blev 10 kronor per aktie så har aktien P/E 20. Om aktien istället kostar 10 kronor så är P/E 1.
P/E-talet ger en fingervisning om hur högt eller lågt värderad en aktie är i förhållande till den faktiskt uppvisade vinsten. Men det finns många andra faktorer som påverkar en aktiekurs, till exempel bolagets tillväxt.

## Utdelning
Ett aktiebolag kan dela ut vinst till aktieägarna genom utdelning. Före ikraftträdandet av 2005 års aktiebolagslag fanns en tvingande regel att minst 10 procent av nettovinsten skall sättas av i en så kallad reservfond, till dess att reservfonden uppgår till minst 20 procent av aktiekapitalet. Denna regel är nu avskaffad men reservfonden finns kvar i flertalet bolag.
Det bundna egna kapitalet (i första hand aktiekapitalet) får aldrig delas ut till aktieägare utan kan endast tas i anspråk efter förluster, genom nedsättning av aktiekapitalet eller upplösning av bolaget genom likvidation eller efter konkurs.
Sedan 2000 är det också möjligt att föra över tillgångar till aktieägare genom aktieåterköp.

## Avveckling
Ett företag kan avvecklas på flera olika sätt: Likvidation, Fusion och Konkurs.
Vid snabbavveckling så säljs istället aktiebolaget vidare till en aktör som direkt avvecklar ägaren som juridisk person. Vi en snabbavveckling likvideras inte aktiebolaget utan lever vidare med någon som ägare. Dock ändras alltid hela styrelsen, namn, och adress. På så sätt blir den tidigare ägaren fri från allt ansvar. De nya uppgifterna uppdateras av aktören hos Skatteverket och Bolagsverket.